# 意亂情迷
《意亂情迷》（又名《意乱情迷》，新加坡公映又譯《雪山游魂》）是一部1945年美國黑白電影，由亞弗列·希治閣執導，英格丽·褒曼及格力哥利·柏等主演。
電影為心理驚悚／懸疑片，內容改編自John Palmer及Hilary Saint George Saunders於1927年合著的小說The House of Dr. Edwardes（以筆名Francis Beeding出版），描述一名精神病醫院的女醫生對新上任的院長產生懷疑，從而發現新院長真正身分的故事。

## 剧情
佛蒙特州一名精神分析学派医生康斯坦丝·彼得森（英格丽·褒曼饰演）任职所在的绿庄园精神科医院来了一位新院长安东尼·爱德华医生（格力哥利·柏饰演），彼得森医生發现这位新院长的一系列古怪行为，例如爱德华医生看到同事在桌布上用餐叉划下几道竖直线时出现了惊恐发作。比较了新任院长和爱德华医生的以往留下的笔迹，彼得森医生發现了这是一名冒名顶替者。后来者招人自己杀死了真正的爱德华医生，并且顶替他在这家医院的职位。不过，这位陌生人却具有分离性遗忘的特点，不知道自己的真实身份，也不知道自己的过去。康斯坦丝·彼得森相信此人清白，只是无意识地承认一个杀人罪名以解脱以往的精神创伤，她开始全力帮助这位无名氏。
无名氏突然不辞而别离开了绿庄园精神科医院，令众人知道了爱德华医生已经死亡，警方也开始调查和追捕无名氏。彼得森医生从无名氏的纸条留言追踪到了纽约帝国宾馆，此时，他回忆起自己叫做 John Brown （John Brown 和 John Doe 在英语的含义依然是无名氏）。
在彼得森的精神分析学导师亚历山大·布罗意博士（米高·卓可夫饰演）的帮助下，两名医生通过John的梦境碎片推理出他压抑在潜意识里的恐惧与滑雪场有关，白色背景中出现的成对线条可能代表着雪地上的滑雪板印迹。彼得森进一步陪同 John 到了加百利山谷滑雪，在滑雪场下坡尽头、身临悬崖处，John 终于回忆起自己竭力逃避的记忆，确认目睹了真正的爱德华医生在此处坠落深渊。他也回忆起自己的精神创伤，幼时顺延扶手玩耍下滑时撞跌自己的兄弟并刺死在尖锐的篱笆上。这解释了分离性失意以及自我认定有罪的原因。John 此时也完全回忆起自己的真实名字为约翰·白兰提恩。同时，警方发现爱德华医生死于枪杀，并以谋杀嫌疑之名逮捕了约翰·白兰提恩。
彼得森医生在援助约翰·白兰提恩的过程中产生了爱情，只能伤心至极回到绿庄园精神科医院。原本被迫退休的前任院长穆志森医生（李奧·G·加奴饰演）无意中透露不喜欢爱德华医生，回忆白兰提恩之前的梦境碎片中相关隐喻，彼得森发现前任院长穆志森医生才是杀害爱德华的元凶。最后穆志森医生自杀，彼得森回到白兰提恩身边，电影最后他们又一起在纽约的大中央总站，不同于上次是准备开始调查，这次他们准备开始蜜月。

## 製作
新院長的夢境那一幕是由超現實主義畫家萨尔瓦多·达利設計。

## 演职员表

### 演员表
- 英格丽·褒曼 饰 康斯坦丝·彼特森
- 格利高里·派克 饰 爱德华/约翰
- 朗达·弗莱明 饰 玛丽（患者）
- 迈克尔·契柯夫 饰 阿利克森·布鲁诺夫
- 利奥·卡罗尔 饰 默奇森院长
- 比尔·古德温 饰 帝国旅馆便衣纠察
- 简·阿克 饰 护士长
- 诺曼·罗伊德 饰 加姆斯（患者）
- 唐纳德·寇提斯 饰 哈里（医院男护工）
- 阿尔弗雷德·希区柯克 饰 离开电梯的人

## 外部連結
- 互联网电影数据库（IMDb）上《意亂情迷》的资料（英文）
- 豆瓣电影上《意亂情迷》的資料 （简体中文）
- TCM电影资料库上《意亂情迷》的资料（英文）
- 爛番茄上《意亂情迷》的資料（英文）
- 意亂情迷 （页面存档备份，存于） Criterion Collection essay by Leonard Leff
- 意亂情迷 （页面存档备份，存于） Criterion Collection essay by Lesley Brill
- 意亂情迷 at Eyegate Gallery